# Astenus gracilis
Astenus gracilis é uma espécie de insetos coleópteros polífagos pertencente à família Staphylinidae.
A autoridade científica da espécie é Paykull, tendo sido descrita no ano de 1789.
Trata-se de uma espécie presente no território português.